# Cmentarz żydowski w Tarnowie
Cmentarz żydowski w Tarnowie – kirkut znajdujący się w przy ul. Szpitalnej, w Tarnowie, będący jednym z najstarszych cmentarzy żydowskich w Polsce.

## Historia
Data założenia nekropolii nie jest znana, na podstawie zachowanych dokumentów zakłada się, że cmentarz istniał w już w 1581 roku. Jeden z najstarszych zachowanych cmentarzy w południowej Polsce. Na powierzchni 3,2 ha znajduje się około trzech tysięcy zachowanych nagrobków, z których najstarszy pochodzi z 1667 roku.
Oryginalna stara brama wejściowa na cmentarz, przez którą przeszły tysiące Żydów, idąc na śmierć podczas Zagłady, znajduje się w Muzeum Holokaustu (od 1991) w Stanach Zjednoczonych. Oryginalną bramę zastąpiono kopią. Za bramą, po prawej stronie, znajduje się masowa mogiła około 25 tysięcy zamordowanych Żydów z tarnowskiego getta. W 1946 roku Dawid Beckert ustawił w tym miejscu pomnik w kształcie złamanej kolumny, pochodzącej z ruin Nowej Synagogi.

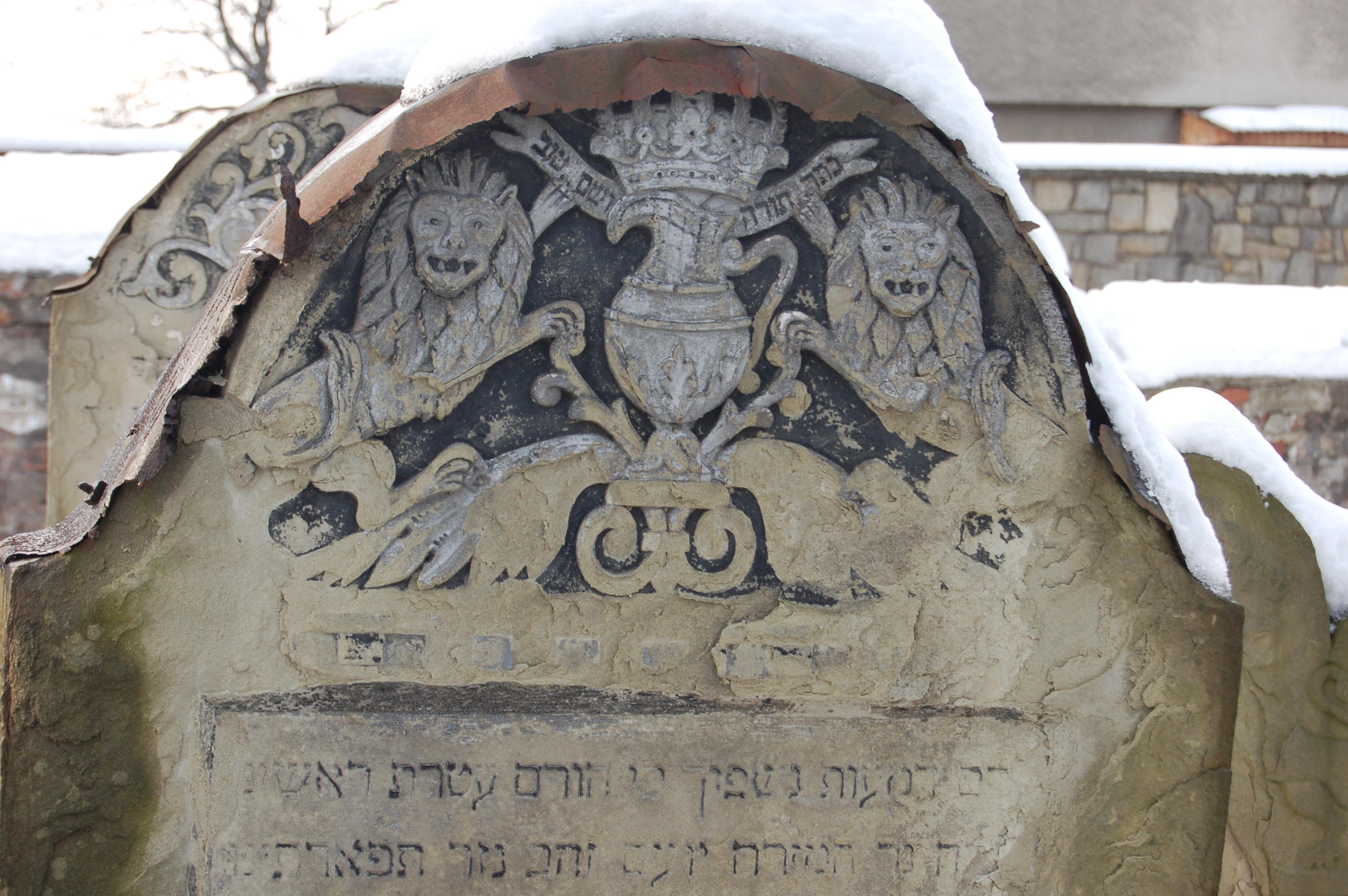
Fragment macewy

W lutym 1988 roku powstał w Tarnowie Komitet Opieki nad Zabytkami Kultury Żydowskiej w Polsce, z którego inicjatywy podjęto prace porządkowe i renowacyjne na cmentarzu. Odnowiono ogrodzenie, a od 2000 roku prowadzi się prace przy oczyszczaniu cmentarza.
W 2018 roku, na kwaterze wojskowej, odnowiono 27 nagrobków należących do żołnierzy zmarłych podczas I wojny światowej.
Z przeprowadzonych podczas remontu cmentarza w latach 2018–2019 badań geologicznych wynika, że na terenie nekropolii spoczywa ponad 11 tysięcy osób.
W czerwcu 2020 roku na murze kirkutu nieznani sprawcy umieścili obraźliwe dla Żydów hasła, podobnie jak kilkanaście miesięcy wcześniej. Wandale uszkodzili fragment muru u zbiegu ruchliwych ulic Słonecznej i Starodąbrowskiej, który zlokalizowany jest poza zasięgiem, zainstalowanych przy wejściu do nekropolii, kamer monitoringu. Według Adama Bartosza, z tarnowskiego Komitetu Opieki na Zabytkami Kultury Żydowskiej, wyczyszczenie lub zamalowanie napisów graffiti, którymi pokryto wykonany z cegieł fragment muru, będzie utrudnione.